# Erasmus Francisci

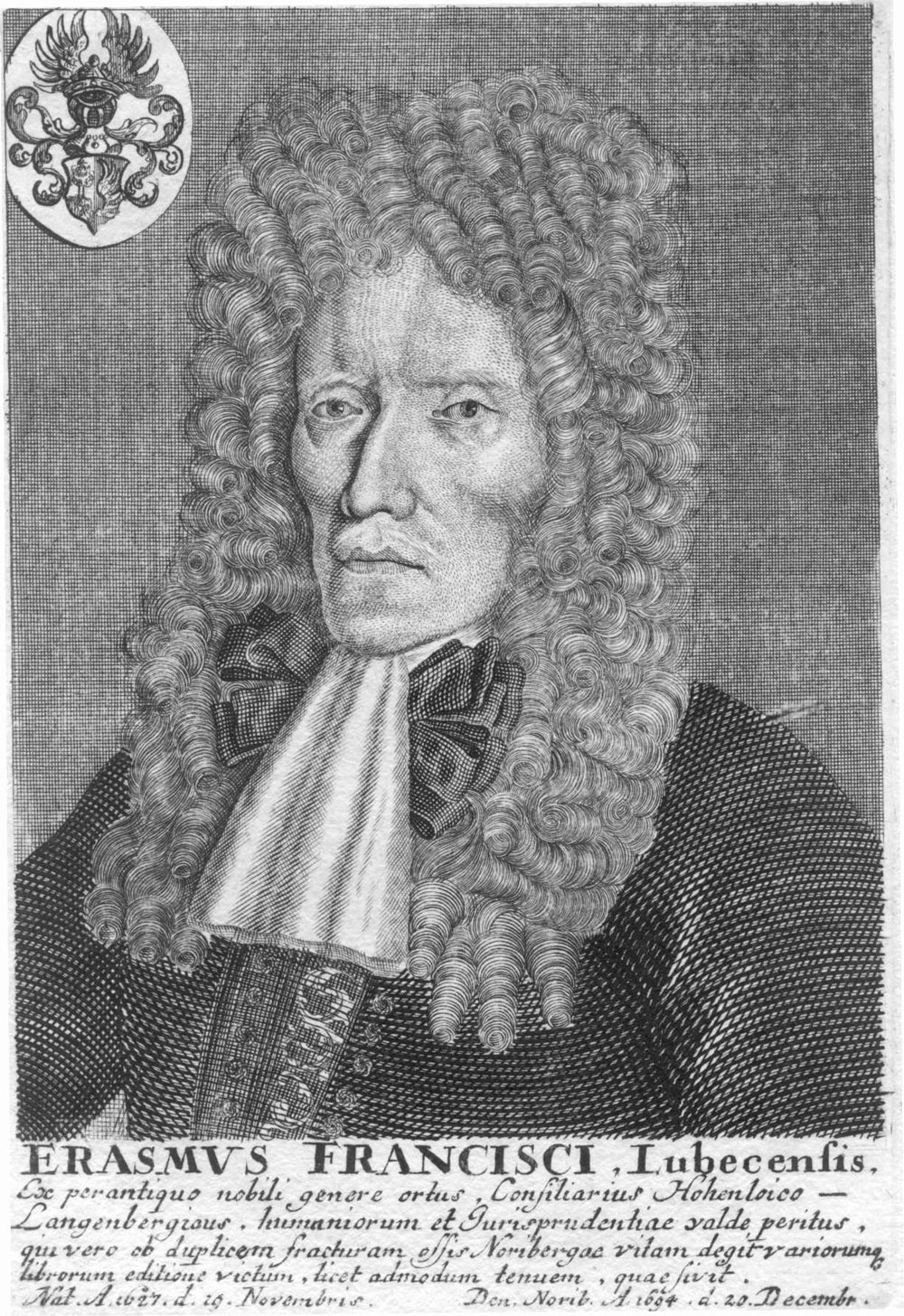
Erasmus Finx

Erasmus Finx, genannt Erasmus Francisci (* 19. November 1627 in Lübeck; † 20. Dezember 1694 in Nürnberg), war ein deutscher Polyhistor, Autor und Kirchenliederdichter.

## Leben
Finx war Sohn des adligen Rechtsanwalts Franciscus von Finx. Er besuchte das Gymnasium in Lüneburg und das Pädagogium in Stettin. Er studierte Rechtswissenschaft und machte als Hofmeister bei der Familie von Wallenrodt eine Bildungsreise durch Italien, Frankreich und die Niederlande. Seit 1657 arbeitete er als Korrektor bei dem Nürnberger Verleger Endter. 1688 wurde er Rat beim Grafen Heinrich Friedrich zu Hohenlohe-Langenburg und Gleichen.
Er hat eine Vielzahl von Schriften verschiedenen Inhalts verfasst und gilt als Polyhistor. Er war einer der meistgelesenen Autoren seiner Zeit. Seinen Höllischen Proteus studierte Goethe als Quelle für seinen Faust, und auch die Romantiker haben viele Stoffe dieses Buches verarbeitet. Er benutzte u. a. folgende Pseudonyme: Der Erzählende, Freundlieb Ehrenreich von Kaufleben, Theophil Anti-Scepticus. Der Unpartheyische, Gottlieb Unverrucht, Theophilus Urbinus und Gottlieb Warmund.

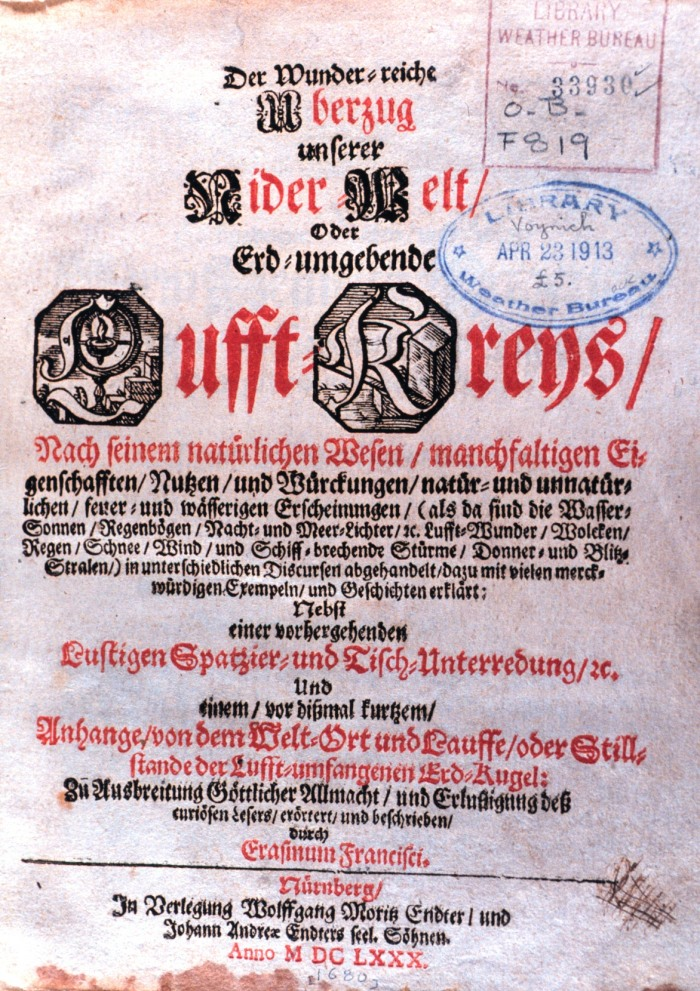
Titelblatt Der Wunderreiche Überzug unserer Nider=Welt

Zu seinen Schülern zählt der Kirchenlieddichter Wolfgang Christoph Deßler in Nürnberg.

## Werke (Auswahl)

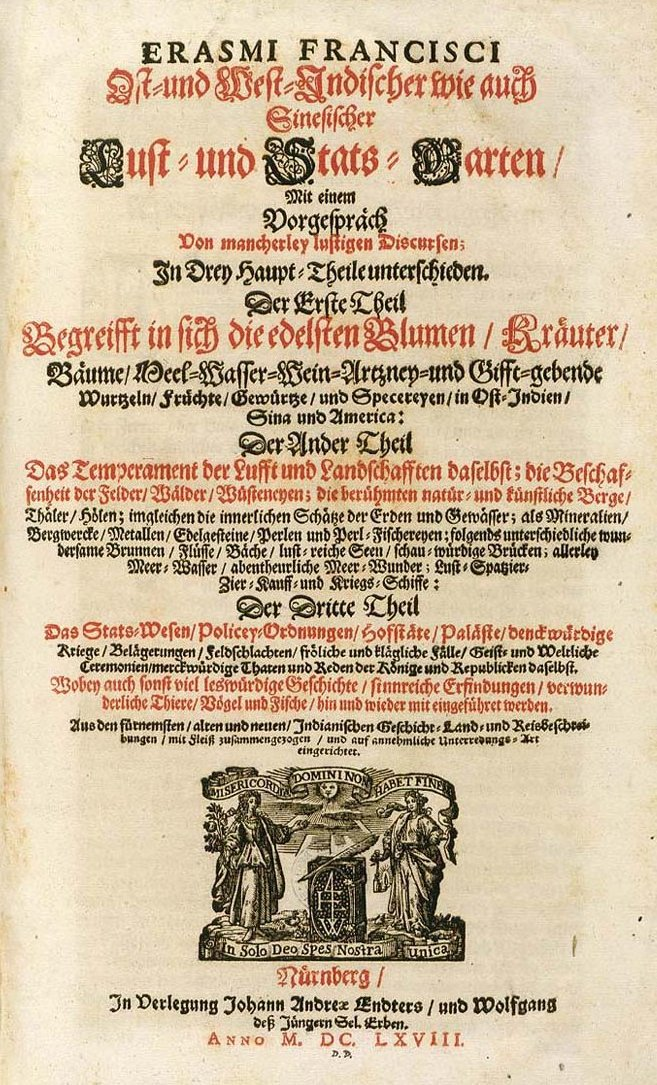
Titelblatt Ost= und West=Indischer wie auch Sinesischer Lust= und Stats=Garten

- Christliches Spazierbüchlein, 1661 (Pseudonym: Christian Minsicht)
- Die lustige Schaubühne allerhand Curiositäten in einer Sprachhaltung einiger guter Freunde vorgestellet, Nürnberg 1663, erweitert in 3 Bänden, 1669–1673
- Neu-erbauter Schau-Platz denckwürdiger Geschichte/ und seltzamer/ mehrentheils trauriger Fälle: Voll leß-würdiger Erzehlungen; und mancherley/ sowol bey jetzigen/ als längstverwichenen Jahren/ begebener Exempeln/ samt deren nutzlich-beygefügten Erinnerungen/ Aus Vielen alten und neuen berühmten Geschichtschreibern zusammen getragen: Durch Christian Minsicht. Nürnberg/ Gedruckt bey Michael Endter. Im Jahr 1663. Nürnberg: Michael Endter, 1663. - Titelblatt (Kupfertafel), 899 pag. S., 8°.[2]
- Die geistl. Goldkammer der I. bußfertigen, II. gottverlangenden u. III. jesusverliebten Seelen, deren Geschmeide u. Juwelen durch wehklagende Reuebegierden, gläubige Wünsche u. inbrünstige Seufzer den Liebhabern der Himmelsschätze zuteil werden. 1664
- Der hohe Traur-Saal oder Steigen und Fallen großer Herren. Fürstellend aus allen vier Welt-Theilen, unterschiedlicher hoher Standes-Staats und Glücks-Personen wunderbare und traurige Veränderungen, so in den nechsten anderthalb hundert Jahren … sich gefüget. 1665 (mit 3 Fortsetzungen, Gesamtausgabe Nürnberg: Endter 1669–81)
- Ost- und West-Indischer wie auch Sinesischer Lust- und Stats-Garten: in drey Haupt-Theile unterschieden…, Nürnberg 1668; Textarchiv – Internet Archive.
- Der Dritte Traur-Saal steigender und fallender Herren: Das ist Auf- und Untergang der Grossen., Nürnberg 1672
- Erinnerung der Morgenröte oder geistl. Hahnengeschrei an die im Schatten des Todes vertieften Herzen in 63 Aufmunterungen der menschl. Seele z. Buße u. wahrer Bekehrung u. z. Glauben u. gläubigen Wandel, 1672
- Deren nach der ewigen u. beständigen Ruhe trachtenden seelenlabende Ruhestunden in den unruhigen Mühen u. Tränen dieser Welt. 3 Bände. 1676–80
- Das eröffnete Lust-Haus der Ober- und Nieder-Welt. Nürnberg 1676; Digitalisat und Volltext im Deutschen Textarchiv, Digitalisat
- Der Römischen Kayser und Kayserinnen Hell-Polierter Tugend- und Laster-Spiegel, … Nürnberg 1677 WDB
- Der Wunder-reiche Uberzug unserer Nider-Welt, Oder Erd-umgebende Lufft-Kreys, Nach seinem natürlichen Wesen, manchfaltigen Eigenschafften, Nutzen, und Würckungen, natür- und unnatürlichen, feuer- und wässerigen Erscheinungen, … erklärt. Nürnberg 1680; Digitalisat
- Lorbeerkranz der christl. Rittersleute. 1680
- Letzte Rechenschaften jeglicher Menschen. 1681
- Ehr- u. freudenreiches Wohl der Ewigkeit f. die Verächter der Eitelkeit, in 52 Betrachtungen erwogen. 1683
- Schau- und Ehren-Platz Christlicher Tapfferkeit: Aller Denck- und Ruhmwürdig - ausgestandenen Belägerungen der Weltberühmten Römisch - Käyserlichen Ansitz - Stadt Wien in Oesterreich. Endter, Nürnberg 1684; WDB
- Der Höllische Proteus, oder Tausendkünstige Versteller, vermittelst Erzehlung der vielfältigen Bild-Verwechslungen Erscheinender Gespenster, Werffender und poltrender Geister, gespenstischer Vorzeichen der Todes-Fälle, Wie auch Andrer abentheurlicher Händel, arglistiger Possen, und seltsamer Aufzüge dieses verdammten Schauspielers, und, Von theils Gelehrten, für den menschlichen Lebens-Geist irrig-angesehenen Betriegers, (nebenst vorberichtlichem Grund-Beweis der Gewissheit, daß es würcklich Gespenster gebe). Endter, Nürnberg 1690; 2. Auflage: 1695